# Мордехай Вануну
Мордехай Вануну е израелски ядрен специалист.
Син на еврейски заселници, баща му е бил равин в Беер Шеба. По време на пътуване до Австралия през 1986 г. приема християнството.
Мордехай Вануну работи като техник в ядрения център в Димона от ноември 1976 г. до октомври 1985 г.
През януари 1986 г. напуска Израел и се среща с репортера на „Sunday Times“ Питър Хоунам, на когото разказва за израелската ядрена програма. 5 дни преди статията за ядрената програма на Израел да се появи на бял свят, Вануну изчезва. По-късно се оказва, че той е отвлечен от агенти на Мосад и закаран с кораб до Израел. Там той е съден за предателство, утежняващ шпионаж и събиране на секретна информация с цел накърняване сигурността на държавата. През март 1988 г. е осъден на 18 години затвор. Мотивите на Вануну били чисто идеологически, което му спечелва редица привърженици в чужбина.
На 21 април 2004 г. е освободен при условие да не напуска Израел, да не се доближава до чужди посолства и да не контактува с чужди журналисти.